# Ochiltree
Ochiltree är en ort i Storbritannien.   Den ligger i kommunen East Ayrshire och riksdelen Skottland, i den centrala delen av landet, 500 km nordväst om huvudstaden London. Ochiltree ligger 132 meter över havet och antalet invånare är 665.
Terrängen runt Ochiltree är huvudsakligen platt, men söderut är den kuperad. Runt Ochiltree är det ganska glesbefolkat, med 34 invånare per kvadratkilometer. Närmaste större samhälle är Ayr, 16,8 km väster om Ochiltree. Trakten runt Ochiltree består i huvudsak av gräsmarker.